# Landsberger Straße 529

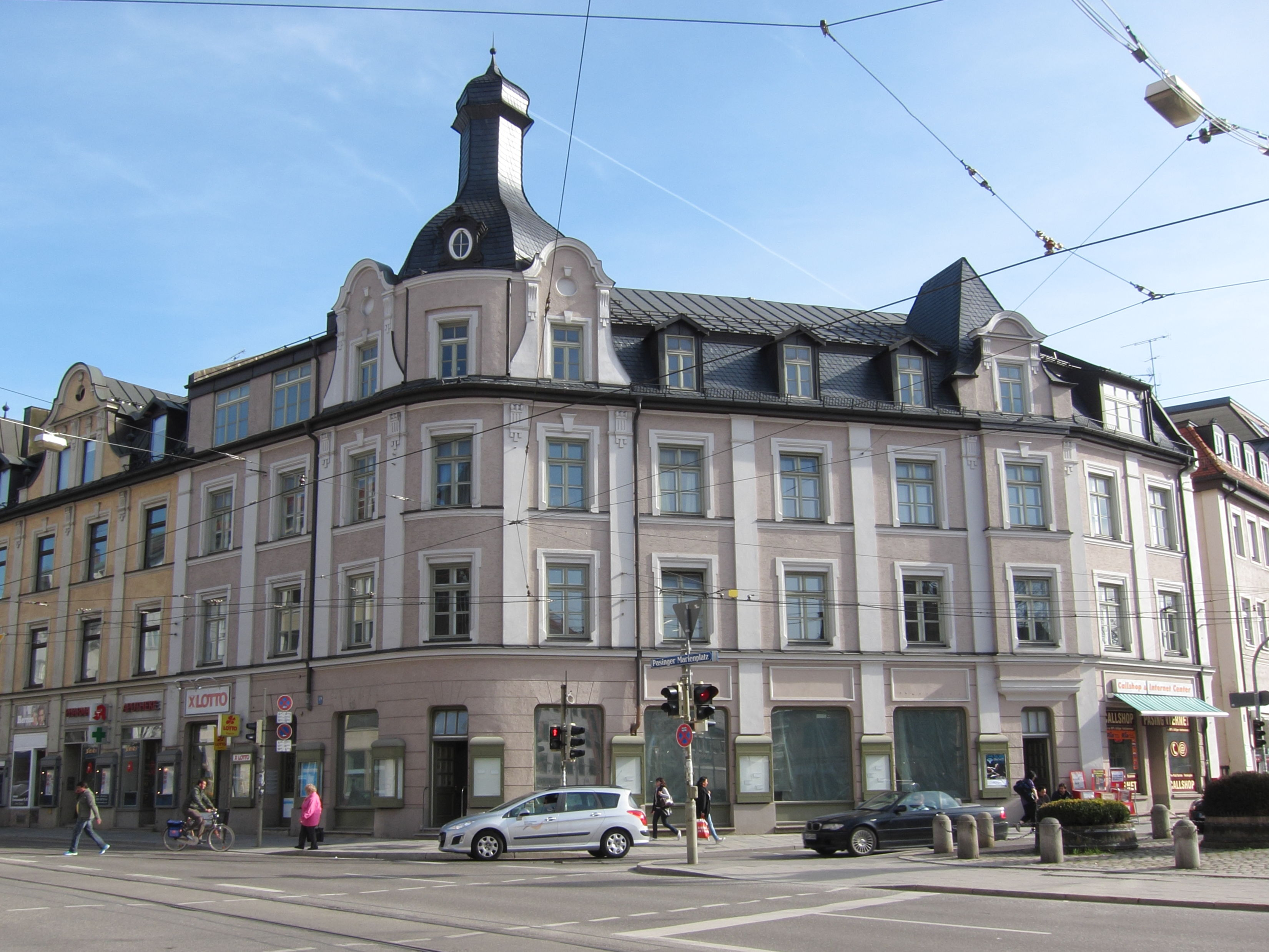
Landsberger Straße 529 im Stadtteil Pasing von München

Das Gebäude Landsberger Straße 529 im Stadtteil Pasing der bayerischen Landeshauptstadt München wurde 1897 errichtet. Das Wohn- und Geschäftshaus an der Landsberger Straße ist ein geschütztes Baudenkmal.
Der dreigeschossige Traufseitbau in Ecklage zum Pasinger Marienplatz besitzt eine Fassadengliederung im Stil des Neubarocks: Turm mit Laterne, Pilaster, geohrte Fenster und gebändertes Erdgeschoss. Er wurde von Johann Hieronymus errichtet, der ebenfalls Architekt des Hauses Landsberger Straße 527 war, das eine Baugruppe mit dem Nachbarhaus bildet.
Das Mietshaus veranschaulicht den Wechsel von der landwirtschaftlichen zur städtischen Bebauung in Pasing. Das Anwesen gehört zum Ensemble ehemaliger Ortskern Pasing.